# Saison 2017 de l'équipe cycliste Leopard
La saison 2017 de l'équipe cycliste Leopard est la sixième de cette équipe.

## Préparation de la saison 2017

### Arrivées et départs
| Arrivées           | Équipe 2016                          |
| ------------------ | ------------------------------------ |
| Gaëtan Pons        | Wallonie Bruxelles-Group Protect     |
| Charlie Quarterman | South East CT                        |
| Szymon Rekita      | Altopack-Eppela VC Coppi Lunata      |
| Jens Reynders      | Verandas Willems-CC Chevigny juniors |

| Départs         | Équipe 2017     |
| --------------- | --------------- |
| Patrick Olesen  | Retraite        |
| Fábio Silvestre | Sporting-Tavira |
| Joël Zangerlé   |                 |

## Coureurs et encadrement technique

### Effectif
| Effectif 2017                              | Effectif 2017     | Effectif 2017 | Effectif 2017                              |
| Cycliste                                   | Date de naissance | Pays          | Équipe précédente                          |
| ------------------------------------------ | ----------------- | ------------- | ------------------------------------------ |
| Jan Brockhoff                              | 3 décembre 1994   | Allemagne     | AWT-Greenway (2015)                        |
| Jan Dieteren                               | 12 avril 1993     | Allemagne     | Stölting (2014)                            |
| Carmelo Foti                               | 12 septembre 1994 | Italie        | Cipollini Iseo Serrature Rime (2016)       |
| Alexander Krieger                          | 28 novembre 1991  | Allemagne     | Team Stuttgart (2014)                      |
| Pit Leyder                                 | 11 janvier 1997   | Luxembourg    |                                            |
| John Mandrysch                             | 18 octobre 1996   | Allemagne     | Christina Jewelry Pro Cycling (2016)       |
| Massimo Morabito                           | 25 février 1993   | Luxembourg    |                                            |
| Aksel Nõmmela                              | 22 octobre 1994   | Estonie       | Probikeshop Saint-Étienne Loire (2015)     |
| Gaëtan Pons                                | 1 janvier 1992    | Luxembourg    | Wallonie Bruxelles-Group Protect (2016)    |
| Charlie Quarterman                         | 6 septembre 1998  | Royaume-Uni   | South East (2016)                          |
| Szymon Rekita                              | 5 janvier 1994    | Pologne       | Altopack-Eppela VC Coppi Lunata (2016)     |
| Jens Reynders                              | 25 mai 1998       | Belgique      | Verandas Willems-Crabbé-CC Chevigny (2016) |
| Pit Schlechter                             | 26 octobre 1990   | Luxembourg    | Continental Team Differdange (2010)        |
| Laurent Vanden Bak                         | 2 octobre 1989    | Belgique      | An Post-ChainReaction (2014)               |
| Tom Wirtgen                                | 4 mars 1996       | Luxembourg    | UC Dippach (2014)                          |
| Luc Wirtgen (14 juin–31 déc.)              | 7 juillet 1998    | Luxembourg    | UC Dippach (2017)                          |
|                                            |                   |               |                                            |
| Sources : ProCyclingStats Cycling Quotient |                   |               |                                            |

## Bilan de la saison

### Victoires
| Victoires | Victoires                                    | Victoires | Victoires | Victoires     | Victoires |
| Date      | Course                                       | Pays      | Classe    | Vainqueur     |           |
| --------- | -------------------------------------------- | --------- | --------- | ------------- | --------- |
| 11 mars   | 2e étape du Tour International de Rhodes     | Grèce     | 2.2       | Szymon Rekita |           |
| 2 avr.    | 3eb étape du Triptyque des Monts et Châteaux | Belgique  | 2.2       | Aksel Nõmmela |           |